# Kew (Invercargill)
Pour les articles homonymes, voir Kew (homonymie).
Kew  est une banlieue de la cité d’ Invercargill dans l’Île du Sud de la Nouvelle-Zélande.

## Caractéristiques
La banlieue présente un taux élevé de misère, qui remonte à la fermeture de l’usine « Ocean Beach freezing » à Bluff en 1991.
Le  hôpital du Southland (en) est situé à Kew.
La construction de l’hôpital fut d’abord envisagée pour la première fois en 1918 et il fut terminé en 1937.
Il fut connu comme l’hôpital de Kew jusqu’au moins dans les années 1970.
Le Kew Bowl, un ancien vélodrome, est situé à Kew.
Il est destiné à la construction de logements depuis sa fermetureL'association Habitat pour l'Humanité a acheté une partie du site en 2019.
Il a donné lieu à des négociations avec le conseil de la cité d’Invercargill (en), le Department of Conservation ou DOC et les Ngāi Tahu en 2021, pour confirmer le statut des terrains.

## Démographie
Le secteur statistique de Kew, qui inclut une partie de la localité d’Appleby, couvre 2,03 km2 et a une population estimée à 2 060 résidents en juin 2021 avec une densité de population de 1 015 personnes par km2.
La localité de Kew avait une population de 1 965 habitants lors du recensement de 2018 en Nouvelle-Zélande, en augmentation de 51 personnes (2,7 %) depuis le recensement de 2013, et une augmentation de 165 personnes (9,2 %) depuis le recensement de 2006.
Il y avait 801 logements.
On comptait 1 011 hommes et 954 femmes, donnant un sexe-ratio de 1,06 homme pour une femme.
L’âge médian était de 34,8 ans (comparé avec les 37,4 ans au niveau national), avec 414 personnes (21,1 %) âgées de moins de 15 ans, 423 personnes (21,5 %) âgées de 15 à 29 ans, 834 personnes (42,4 %) âgées de 30 à 64 ans, et 291 personnes (14,8 %) âgées de 65 ans ou plus.
L’ethnicité était pour 81,4 % européens/Pākehā, 23,4 % Māori, 6,4 % personnes du Pacifique, 4,3 % asiatiques et 2,0 % d’une autre ethnicité (le total peut faire plus de 100 % dans la mesure où une personne peut s’identifier à de multiples ethnicités).
La proportion de personnes nées outre-mer était de 11,0 %, comparée avec les 27,1 % au niveau national.
Bien que certaines personnes objectent à donner leur religion, 53,9 % n’avaient aucune religion, 31,6 % étaient chrétiens, 0,8 % étaient hindouistes, 0,5 % étaient musulmans, 0,2 % étaient bouddhistes et 3,4 % avaient une autre religion.
Parmi ceux d’au moins 15 ans d’âge, 141 personnes (9,1 %) avaient un niveau de bachelier ou un degré supérieur et 492 personnes (31,7 %) n’avaient aucune qualification formelle.
Les revenus médian étaient de 23 800 $, comparés avec les 31 800 $ au niveau national.
69 personnes (4,4 %) gagnaient plus de 70 000 $ comparées avec les  17,2 % au niveau national.
Le statut d’emploi de ceux d’au moins 15 ans d’âge était pour 699 personnes (45,1 %) employées à temps plein, pour 240 personnes  (15,5 %) employées à temps partiel et 93 personnes (6,0 %) étaient sans emploi 

## Éducation
- L‘école de « New River Primary » est une école primaire publique accueillant les élèves de l’année 1 à 6[11] avec un effectif de 205 élèves en mars 2022.

L’école fut formée par la fusion des écoles de Clarendon, Kew et Invercargill avec « Clifton School » au début de l’année 2005.

## Voir Aussi
- Liste des villes de Nouvelle-Zélande
- Invercargill